# Sidney Sheldon
Sidney Sheldon (11 tháng 2 năm 1917 – 30 tháng 1 năm 2007), là một tiểu thuyết gia người Mỹ, đoạt giải của Viện Hàn Lâm nghệ thuật Mỹ, ông còn là một kịch tác gia và một người viết kịch bản phim và chương trình truyền hình chuyên nghiệp.

## Tiểu sử
Sheldon sinh tại Chicago, Illinois, với tên khai sinh là Sidney Schechtel, có bố là người Do Thái gốc Đức, mẹ là gốc Nga. Nhà văn người Mỹ này có 2 đời vợ. Ông sống với diễn viên Jorja Curtright Sheldon hơn 30 năm, cho tới khi bà qua đời năm 1985. Bốn năm sau, Sidney Sheldon tái hôn với Alexandra Kostoff, người từng đóng phim khi còn nhỏ và hoạt động trong ngành quảng cáo. Ông là cha của nhà văn nữ Mary Sheldon.
Trải qua một tuổi thơ khốn khó và nhờ đó mà kinh nghiệm, vốn sống của ông vô cùng phong phú, là điểm tựa cho ông viết nên những bộ tiểu thuyết hay nhất và đi sâu vào lòng người. Lớn lên trong thời kỳ Đại khủng hoảng, cha mẹ ông chỉ học đến lớp ba và hầu như không đọc sách, Sheldon xem sự thành công trong viết lách của mình là một điều giống như phép lạ.
Phần lớn tác phẩm của ông thuộc thể loại trinh thám, hình sự, tình cảm, và đều thuộc hàng best-seller.
Các tác phẩm như Rage of Angels (Thiên thần nổi giận), The Other Side of Midnight (Phía bên kia nửa đêm), If Tomorrow Comes (Nếu còn có ngày mai)... đã làm nên tên tuổi Sheldon. Với cốt truyện ly kỳ, hồi hộp, gây thích thú, những quyển sách này đã lôi kéo khá đông độc giả đến với Sheldon.
"Tôi cố gắng viết sao cho sách của mình hấp dẫn để độc giả không thể buông nó xuống", Sheldon giải thích trong một cuộc phỏng vấn vào năm 1982. "Tôi cố gắng xây dựng chúng sao cho độc giả khi đọc xong một chương, họ phải đọc thêm một chương nữa". Phân tích vì sao có khá nhiều phụ nữ tìm mua sách mình, ông bình luận: "Tôi thích viết về phụ nữ, những người giỏi giang, có tài, tuy nhiên điều quan trọng nhất là họ vẫn giữ được nữ tính".
Không như nhiều nhà viết tiểu thuyết khác cần cù bên máy đánh chữ hoặc máy vi tính, Sheldon đọc cho một thư ký viết hoặc ghi âm mỗi ngày 50 trang. Ngày hôm sau ông sửa các trang viết, tiếp tục công việc cho đến khi có được 1.200-1.500 trang viết. "Sau đó tôi viết lại 12-15 lần. Có khi tôi mất cả năm để viết lại", ông kể.
Sheldon bắt đầu viết lách tại Chicago, nơi ông chào đời ngày 11-2-1917. Năm lên 10, ông "kinh doanh" tác phẩm đầu tiên, một bài thơ, và được trả 10 USD.
Ông đã xuất bản 18 tiểu thuyết, bán ra đến 300 triệu bản, và là tác giả sách nổi bật nhất trong nhiều thập kỷ. Các bản dịch tác phẩm sang 71 ngôn ngữ ở 180 quốc gia giúp ông được Sách Kỷ lục Guinness công nhận là "tác giả được dịch nhiều nhất thế giới".
Tuy nhiên, trước khi sự nghiệp văn chương khởi sắc ở độ tuổi ngũ tuần, tác giả gốc Chicago này đã để lại dấu ấn trong làng điện ảnh truyền hình Hollywood và sân khấu kịch Broadway.
Đặt chân đến Los Angeles năm 17 tuổi, Sheldon khởi nghiệp bằng công việc đọc kịch bản tại những xưởng phim lớn. Đến năm 25, ông có 3 nhạc kịch thành công lớn tại Broadway.
5 năm sau, vào năm 1948, ông nhận giải Oscar cho kịch bản gốc xuất sắc nhất trong phim The Bachelor and the Bobby Soxer (với sự diễn xuất của hai ngôi sao Cary Grant và Myrna Loy). Đây là thành công rực rỡ nhất của ông. Ông còn đoạt giải Tony Award cho vở nhạc kịch Rehead (1957) nổi tiếng của sân khấu kịch Broadway và giải Emmy cho Dream of Jeannie (1967).
Là người viết kịch bản phim cho cả MGM và Paramount Pictures, Sheldon tiếp tục cho ra đời 25 kịch bản phim gồm Easter Parade (do Judy Garland và Fred Astaire thủ vai chính), Annie Get Your Gun, Jumbo và Anything Goes (có sự góp mặt của Bing Crosby).
Năm 1963, ông chuyển sang ngành công nghiệp truyền hình còn non trẻ bằng việc biên kịch cho chương trình The Patty Duke Show. Tiếp tục vào năm 1964, ông sáng tác, sản xuất và biên kịch chương trình thành công vang dội lúc bấy giờ I Dream of Jeannie.
Năm 2005, ông viết quyển tự truyện The Other Side of Me, trong đó có đưa ra một cái nhìn thoáng qua hiếm hoi về cuộc đời các ngôi sao như Grant, Garland.
Ông qua đời tại bệnh viện Eisenhower ở thành phố Rancho Mirage thuộc bang California, Hoa Kỳ và thọ 89 tuổi. Ước tính tổng tài sản sau khi qua đời của Sidney Sheldon là 3 tỷ USD.

## Các tác phẩm của Sidney Sheldon

### Tiểu thuyết
1. The Naked Face (1970) - Lộ mặt
2. The Other Side of Midnight (1973) - Phía bên kia nửa đêm
3. A Stranger in the Mirror (1976) - Người lạ trong gương
4. Bloodline (1977) - Dòng máu
5. Rage of Angels (1980) - Thiên thần nổi giận
6. Master of the Game (1982) - Người đàn bà quỷ quyệt
7. If Tomorrow Comes (1985) - Nếu còn có ngày mai
8. Windmills of the Gods (1987) - Sứ giả của thần chết
9. The Sands of Time (1988) - Cát bụi thời gian
10. Memories of Midnight (1990) - Ký ức lúc nửa đêm
11. The Doomsday Conspiracy (1991) - Âm mưu ngày tận thế
12. The Stars Shine Down (1992) - Sao chiếu mệnh
13. Nothing Lasts Forever (1994) - Không có gì là mãi mãi
14. Morning, Noon and Night (1995) - Sáng, trưa và đêm
15. The Best Laid Plans (1997) - Kế hoạch hoàn hảo
16. Tell Me Your Dreams (1998) - Hãy kể giấc mơ của em
17. The Sky is Falling (2001) - Bầu trời sụp đổ
18. Are You Afraid of the Dark? (2004) - Bạn có sợ bóng tối? (Bóng tối kinh hoàng)

### Kịch
- Rehead (1957)
- Dream of Jeannie (1967).

### Phim
- The Bachelor and the Bobby Soxer
- Easter Parade
- Annie Get Your Gun, Jumbo và Anything Goes